# اوستافریکاسور
اوستافریکاسور (نام علمی: Ostafrikasaurus) نام یک سرده از راسته خزنده‌کفلان است.